# Obstgengarten
Der Obstgengarten ist eine zu einem Garten mit Lehrpfad umgestaltete Streuobstwiese und beinhaltet ausgewählte Obstbäume mit seltenen Obstsorten in frei zugänglicher Feldlage Bad Schönborns im Landkreis Karlsruhe.

Hinter dem Begriff „Obst-Gen-Garten“ verbirgt sich der Auftrag, den Sortenreichtum (Gene) der Obstwiesen und Bauerngärten für zukünftige Generationen zu bewahren.

## Standort
Der Obst-Gen-Garten beginnt östlich des Kurgebietes im Ortsteil Bad Mingolsheim nahe der Garten-Eisenbahnanlage und endet in einem Rundweg an der Professor-Kurt-Sauer-Straße gegenüber der Sigmund Weil/Gotthard Schettlerklinik. Er ist mit dem Pkw oder zu Fuß vom Ortsteil Bad Mingolsheim gut zu erreichen.

## Ziele
Im Einzelnen hat der Obst-Gen-Garten mehrere Ziele:
- Erhaltung seltener und kulturhistorisch wichtiger Obstarten (besonders des südwestdeutschen Raums) und deren Sorten (Biodiversität).
- Vermittlung von umweltpädagogischem und heimatkundlichem Wissen und damit verbunden die Vermittlung von nachhaltig wirkenden Wirtschaftsformen sowie die Verankerung von Wertvorstellungen aus den Bereichen der Natur- und Heimatliebe.
- Erhalt und Förderung der Streuobstwiesen und deren Produkte allgemein.
- Gesundheitliche Aspekte
- Erhöhte Attraktivität für den Kurort Bad Schönborn.

Umsetzung
Im Jahre 1995 wurden die ersten Jungbäume vom „AHNU Bad Schönborn e.V“. und der Gemeinde gepflanzt. In der Anlage sind rund 230 Apfel-, Birnen-, Kirschen-, Zwetschgen-, Pflaumenbäume, Walnüsse, Aprikosen, Maulbeeren und manch anderes Essbares, auch als Altbestand erhalten. Großformatige Schautafeln vermitteln verschiedene Aspekte zum Thema Obst, gesunde Ernährung und Naturschutz. Des Weiteren befinden sich in der Anlage ein „Wildbienenhotel“, eine Hecke mit einheimischen Sträuchern (mit Bebilderung) und zwei rustikale Sitzgruppen zum Vespern und Verweilen.
Vermehrung der Sorten
Zum langfristigen Erhalt der vom Aussterben bedrohten Sorten werden diese in Baumschulen vermehrt oder durch den Verein aufveredelt. Die Streuobstinitiative im Stadt- und Landkreis gibt jedes Jahr Bäume an Mitglieder ab. Der AHNU pflanzte auf weiteren 6 ha Fläche der Gemarkung weitere Bäume aus. Seit 2010 befinden sich ca. 350 Sorten im Erhaltungsprojekt.

## Prämierungen
- 2000 Förderpreis des Ministeriums für Umwelt und Verkehr Baden-Württemberg als „Konkretes Projekt der Lokalen Agenda 21“.
- 2002 Oberdieck-Preis des Pomologen-Verein e. V.[1][2] für herausragende wissenschaftliche Leistungen auf dem Gebiet der Erhaltung pflanzengenetischer Ressourcen im Obstbau.

## Zusammenarbeit
Der AHNU Bad Schönborn e. V. arbeitet mit verschiedenen Vereinen und Institutionen zusammen, die sich mit dem Erhalt und der Förderung des Obstsortenreichtums und der Obstwiesen beschäftigen. Er ist Mitglied beim Pomologen-Verein e. V. und der Streuobstinitiative im Stadt- und Landkreis Karlsruhe.